# Тамаш Мерц
Тамаш Мерц (угор. Tamás Märcz, 17 липня 1974) — угорський ватерполіст і плавець.
Олімпійський чемпіон 2000 року.
Переможець Кубка світу 1999 року.
Як головний тренер: Переможець Кубка світу 2018 року.
Чемпіон Європи з водного поло 2020 року.
Переможець Світової ліги 2019 року.
Срібний призер Чемпіонату світу з водних видів спорту 2017 рокує
Срібний призер 2018 року.
Бронзовий призер Олімпійських ігор 2020 року.